# O Método dos Teoremas Mecânicos

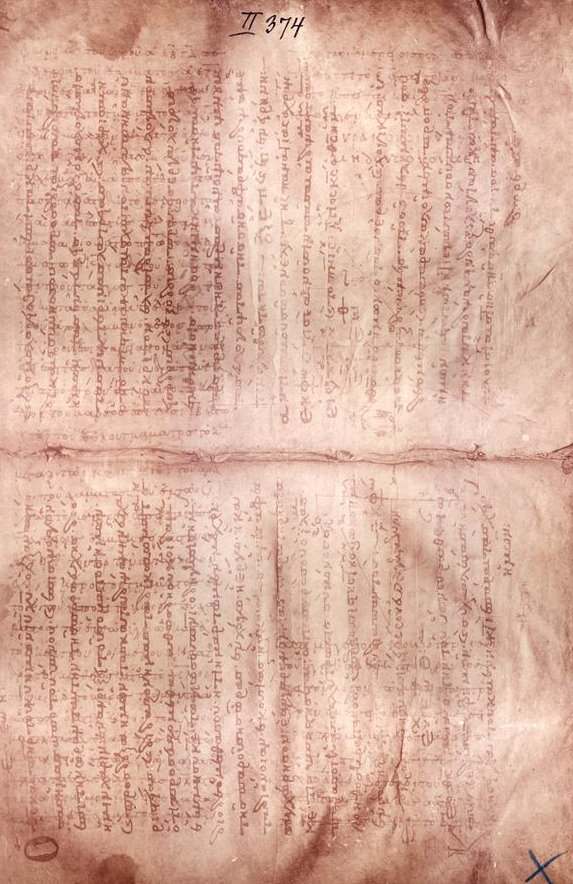
Paralimpsesto de Arquimedes

O Método dos Teoremas Mecânicos é uma obra de Arquimedes que contém o primeiro uso explícito atestado de infinitesimais. Pensava-se que a obra estava perdida, mas ela foi redescoberta no celebrado Palimpsesto de Arquimedes. O palimpsesto inclui a explicação de Arquimedes sobre o "método mecânico", chamado assim porque ele depende da lei da alavanca, descoberta por Arquimedes, e do centro de gravidade, que ele descobriu para vários casos especiais.